# Zinnia leucoglossa
Zinnia leucoglossa là một loài thực vật có hoa trong họ Cúc. Loài này được Sidney Fay Blake miêu tả khoa học đầu tiên năm 1924.

## Phân bố
Loài này là bản địa Mexico (trừ khu vực đông nam).